# ISO 15693
ISO 15693 es un estándar ISO para "Tarjetas de Vecindad" (Vicinity Cards), como por ejemplo las tarjetas que pueden ser leídas desde una mayor distancia que las tarjetas de proximidad.
El sistema ISO 15693 opera en la frecuencia 13.56MHz, y ofrece una distancia máxima de lectura de entre 1 y 1,5 metros.
- Datos: Q2671375